# Khao Plong Stadium
Das Khao Plong Stadium (thailändisch เขา พ ลอง ส เต เต เดี้ย) oder Chai Nat Provincial Stadium (สนาม กีฬา จังหวัด จังหวัด ชัยนาท) ist ein Stadion in Chainat in der Provinz Chainat, Thailand. Es wird derzeit für Fußballspiele genutzt und ist das Heimstadion von Chainat Hornbill FC der in der Thai League spielt. Bis 2011 fasste das Stadion 5574 Zuschauer. Nach dem Umbau fasst das Stadion jetzt 12.000 Zuschauer. Eigentümer und Betreiber des Stadions ist die Chai Nat Provincial Administration Organisation.

## Nutzer des Stadions
| Verein              | Zeitraum der Nutzung |
| ------------------- | -------------------- |
| Chainat Hornbill FC | 2009 bis heute       |